# Sint-Liduinakerk (Rotterdam)
De Sint-Liduinakerk is een katholieke kerk aan de Burgemeester Le Fèvre de Montignylaan in Hillegersberg (gemeente Rotterdam). De kerk is vernoemd naar Liduina van Schiedam.
Door de groei van het dorp was de Sint-Hildegardiskerk niet meer afdoende om de katholieke gemeenschap te bedienen. In 1925 werd de Liduinakerk gebouwd naar een ontwerp van Jan van Teeffelen en ingewijd door bisschop Callier van het bisdom Haarlem op 9 juli 1925.  
Na de oorlog werden plannen gemaakt voor de bouw van een nieuwe kerk. Het architectenbureau Hendriks, Van der Sluys & Van den Bosch werd aangetrokken voor het ontwerp. Dit bureau had in 1953 al vlakbij in Overschie een nieuwe parochiekerk opgeleverd. De Liduinakerk lijkt in stijl veel op deze kerk. Het werd een typische wederopbouwkerk in de stijl van de Delftse School. In 1955 werd de kerk ingewijd en in gebruik genomen.
Sinds 1 januari 2014 maakt de kerk deel uit van de Bernadetteparochie en sinds 2015 staat het op de nominatie gesloten te gaan worden en te fuseren samen met kerken in Overschie tot een nieuw te bouwen kerk in Schiebroek. Tot begin 2026 blijven er vieringen in de Liduinakerk.
Bij de pastorie staat een Heilig Hartbeeld uit 1926 van Jac. Sprenkels, dat oorspronkelijk voor de oude kerk stond.
Ter gelegenheid van het 100-jarige jubileum van de Liduinakerk (of liever beide kerken) verscheen op 7 juli het boek 'De mensen van de Liduinakerk - 100 jaar katholiek leven in Hillegersberg' 

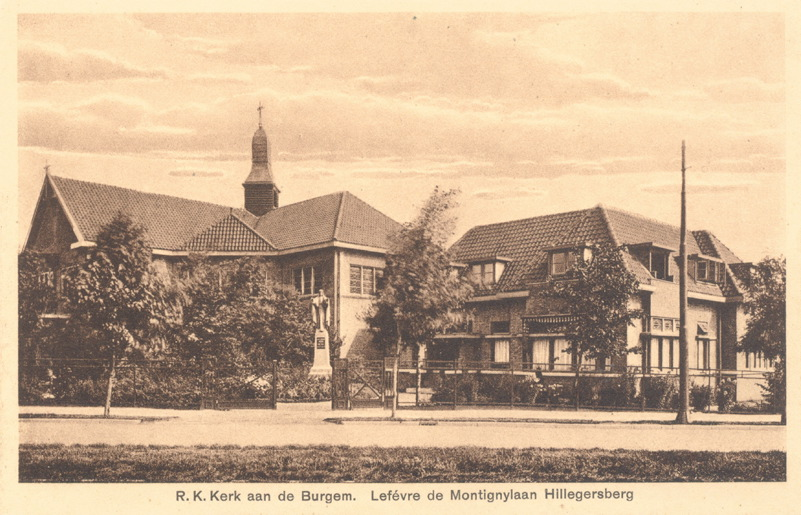
Sint-Liduinakerk uit 1925, gesloopt rond 1955